# Pseudosermyle truncata
Pseudosermyle truncata är en insektsart som beskrevs av Andrew Nelson Caudell 1903. Pseudosermyle truncata ingår i släktet Pseudosermyle och familjen Diapheromeridae. Inga underarter finns listade i Catalogue of Life.